# Air Nigeria
Air Nigeria (в прошлом Nigerian Eagle Airlines и Virgin Nigeria Airways) — упразднённая флагманская авиакомпания Нигерии со штаб-квартирой в Икедже (штат Лагос), работавшая в сфере регулярных пассажирских авиаперевозок на внутренних маршрутах страны и за её пределами. Портом приписки авиакомпании и её главным транзитным узлом (хабом) являлся международный аэропорт имени Мурталы Мохаммеда в Лагосе
Компания имела собственную бонусную программу поощрения часто летающих пассажиров «Eagleflier».

## История

Логотип авиакомпании Virgin Nigeria

28 сентября 2004 года правительство Нигерии и конгломерат компаний Virgin Group подписали соглашение об образовании новой авиакомпании Virgin Nigeria Airways, 51 % собственности которой передавалось инвестиционным институтам страны, остальные 49 % — холдингу Virgin Group. Свой первый коммерческий рейс новая компания выполнила 28 июня 2005 года, совершив перелёт из Лагоса в лондонский аэропорт Хитроу на самолёте Airbus A340-300. Virgin Nigeria Airways в течение короткого времени стала одной из крупнейших авиакомпаний страны, за два года перевезя более одного миллиона пассажиров и 4 тысячи тонн грузов. В 2006 году компания получила призы «Лучшая авиакомпания дня 2006 года» и «Лучшая африканская авиакомпания 2006 года» от Ассоциации южно-африканских туристических агентств (ASATA). Руководство перевозчика озвучивало планы по организации второго хаба в международном аэропорту имени Ннамди Азикиве (Абуджа) и создании маршрутной сети регулярных перевозок из двух своих хабов во все страны Западной Африки.
В 2007 году Virgin Nigeria Airways прошла процедуру перерегистрации в Управлении гражданской авиации Нигерии (NCAA), удовлетворив тем самым требования государственного органа о необходимости рекапитализации и повторной регистрации всех нигерийских авиакомпаний до 30 апреля 2007 года.

### Продажа акций Virgin Group и ребрендинг авиакомпании

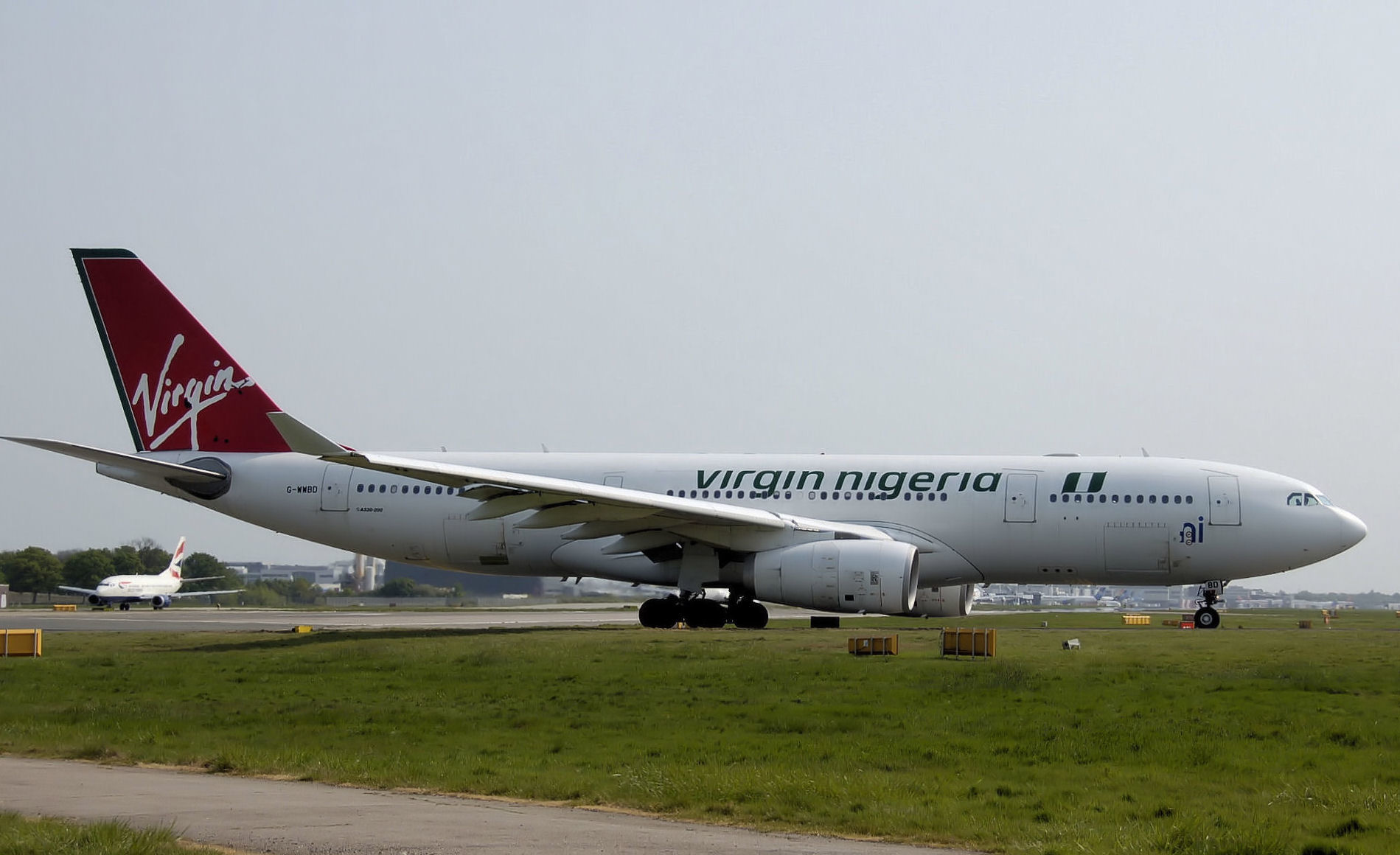
Airbus A330-200 авиакомпании Virgin Nigeria в лондонском аэропорту Гатвик (Великобритания, 2007 год). Лайнер находился в лизинге от британской компании bmi

19 августа 2008 года руководство Virgin Atlantic сообщило о начале переговоров по продаже 49 % принадлежащих ей акций авиакомпании Virgin Nigeria Airways и о рассмотрении вопроса целесообразности дальнейшего использования перевозчиком торговой марки «Virgin». Причиной этого заявления стало решение Министерства транспорта Нигерии перенести все внутренние рейсы авиакомпании в международном аэропорту имени Мурталы Мохаммеда из международной зоны в Терминал 2 внутренних авиалиний без согласования с самим перевозчиком. Virgin Nigeria Airways дважды подавала протест против решения чиновников, ссылаясь на подписанный с предыдущим правительством меморандум о взаимопонимании, однако Верховный суд Лагоса оставил апелляции компании без удовлетворения.

Логотип Nigerian Eagle Airlines

9 января 2009 года Virgin Nigeria Airways сообщило о прекращении с 27 января всех дальнемагистральных рейсов в лондонский аэропорт Гатвик и в Йоханнесбург.
17 сентября 2009 года руководство авиакомпании объявило о полном ребрендинге, смене адреса веб-сайта компании и об изменении официального названия перевозчика на Nigerian Eagle Airlines. Озвученная стратегия обновлённой авиакомпании заключалась в сосредоточении регулярных перевозок на внутренних и региональных рейсах с дальнейшим расширением на регулярные маршруты в страны Европы и в аэропорты Соединённых Штатов Америки.
2 июня 2010 года после приобретения контрольного пакета акций авиакомпании нигерийский бизнесмен (уже в роли председателя совета директоров) Джимох Ибрагим заявил об очередной смене официального названия перевозчика на Air Nigeria Development Limited и последующем ребрендинге всех направлений деятельности компании.

### Прекращение деятельности
6 сентября 2012 года руководство Air Nigeria сообщило об увольнение сотрудников авиакомпании по причине «их нелояльности», после чего 10 сентября компания остановила все перевозки на внутренних, региональных и международных направлениях.
19 сентября 2018 года правительство Нигерии заявило о сворачивании плана по восстановлению деятельности перевозчика, при этом причины озвучены не были.

## Партнёрские соглашения
- Kenya Airways (альянс SkyTeam)[15]
- Delta Air Lines (альянс SkyTeam)[16][17]

## Флот

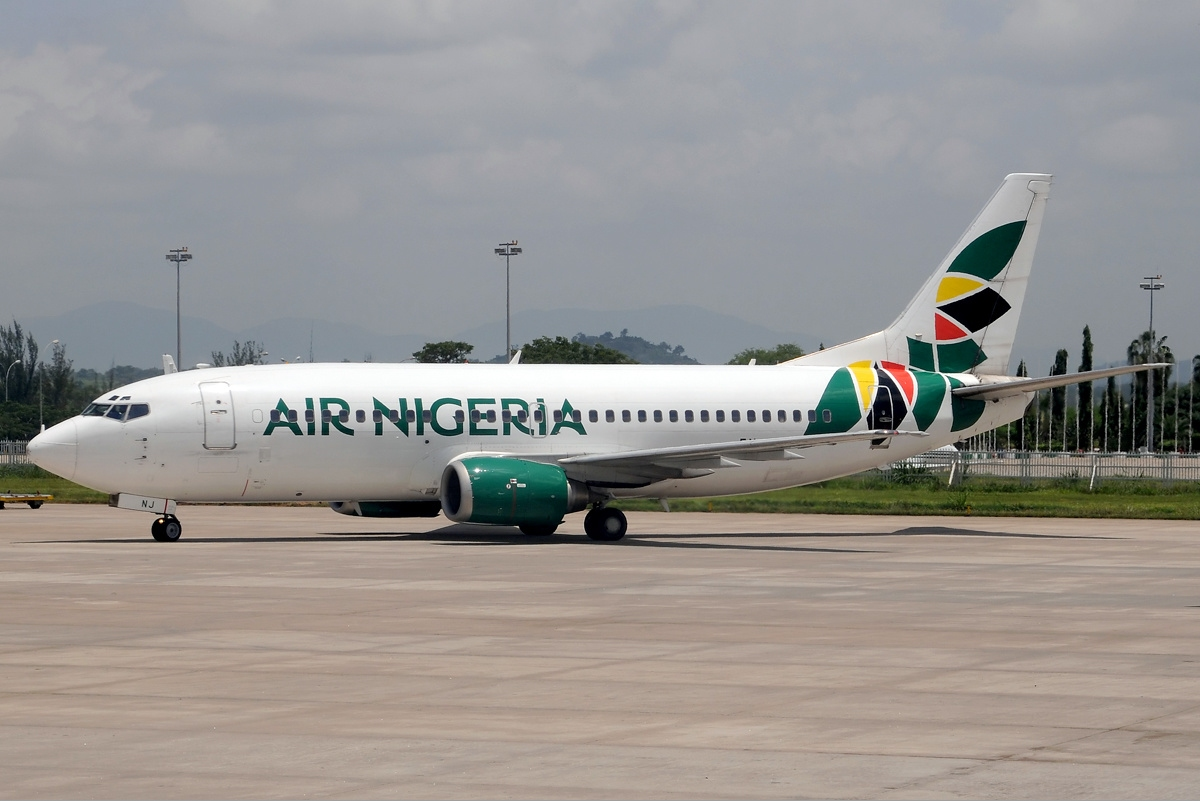
Boeing 737-300 авиакомпании Air Nigeria в международном аэропорту имени Ннамди Азикиве, Абуджа, 2011 год

В апреле 2012 года воздушный флот авиакомпании Air Nigeria составляли следующие самолёты:

### Прежний флот

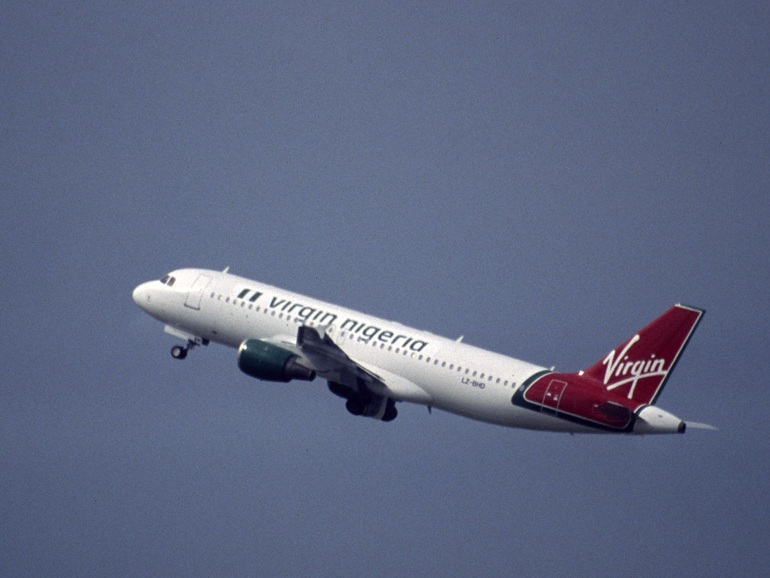
Взлёт Airbus A320-211 авиакомпании Virgin Nigeria Airways из брюссельского аэропорта (Бельгия), 2005 год. Самолёт был взят в лизинг у компании BH Air

Перед проведением ребрендинга воздушный флот авиакомпании Virgin Nigeria состоял из следующих судов.